# 腓特烈斯韋克
腓特烈斯韋克（丹麥語：Frederiksværk），丹麥西蘭島上的城镇，海爾斯市鎮的行政中心。
腓特烈斯韋克附近的村庄有很多中世纪的教堂，如Vinderød教堂。其它景点还有镇博物馆、火药磨坊博物馆和Dronningholm城堡废墟等。